# Aéroport de Sorriso
L'aéroport de Sorriso aussi appelé aéroport régional Adolino Bedin (code IATA : SMT • code OACI : SBSO) est l'aéroport desservant la ville de Sorriso au Brésil.

## Compagnies aériennes et destinations
| Compagnies              | Destinations |
| ----------------------- | ------------ |
| Azul Brazilian Airlines | Cuiabá       |

## Accès
L'aéroport est situé à 10 km du centre-ville de Sorriso.